# Rec.Sport.Soccer Statistics Foundation
A Rec.Sport.Soccer Statistics Foundation é uma organização que registra dados estatísticos, bem como demais informações a respeito de partidas e torneios de futebol por todo o mundo. Mantém na internet uma página geral sobre todas as categorias de futebol em todas as suas divisões em vários países.
Suas informações servem como referências para muitos artigos sobre o futebol brasileiro e mundial, principalmente com dados específicos sobre campeonatos de futebol desde o começo de sua história. Em 2012, sua base da dados foi usada para confrontar afirmação da Confederação Brasileira de Futebol de que a partida realizada em novembro contra a Colômbia seria a milésima.